# فرانسوا كوبيه
فرانسوا إدوار جوشيم كوبيه (بالفرنسية: François Coppée) ((26 يناير 1842 _ 23 مايو 1908)) هو شاعر وروائي فرنسي.أشتهر بلقب الشاعر المتواضع.

## منشأة
ولد فرانسوا كوبيه في باريس سنة 1842 ولم تمكنه بينته السقيمة من تتميم دراسته فانقطع عن تلقي الدروس في معاهد العلم, فانصرف إلى قراءة الكتب والطلاع على أوضاع الأقدمين.
و كان يشعر بميل شديد غريزي إلى الشعر فنظم منه بضع قصائد لم تصادف اعجابا من الذين اسمعهم اياها.فرأى ان النار أحق بها من المطبعة، فاحرقا, وطلق الشعر وهجر الأدب, وسعى حتى حصل على وظيفة في الحكومة في وزارة الحرب استولى عليها ظنا منه ـنه لم يخلق لصناعة القلم وأن رغبته في الشعر ما هي إلا نزعة مفتون تصبو نفسه إلى ما لا قبل له به ولا طاقة له به.
بيد أن الفطرة ما لبثت حتى غلبت اليأس في نفس كوبيه, فعاد إلى القصائد ينظم فيها اليوم ما يمزقه الغد، حتى وفق لكتابة صندوق البغايا المقدسة ((Le Reliquaire)) ونشره بين الناس فصادف رواجا وإقبالا شجعاه على الاستمرار والمثابرة وزاده تشجيعا أن صارت بعض منظوماته تتلى على المسارح وفي الحفلات، وما زالت شهرته تنمو حتى اهتمت بشأنه مدام أجار إحدى الممثلات الشهيرات ورأت فيه قابلية للتأليف المسرحي. فنصحت إليه بكتابة شيء للمسرح, فعما بنصيحتها.
وكتب عابر سبيل le passant وهي رواية من فصل واحد، ما كادت تظهر حتى تخاطفتها المسارح ومثلتها سارا برنار فطارت صيت المؤلف الشاب وذاعت شهرته وأقبل عليه مديرو المسارح يلتمسون من المزيد.
ومن سنة 1868 نشر كتبا شعرية متتابعة أهمها المودات Intimités واعتصاب الحدادين والمتواضعون وبعض قصص نثرية منها المجرم وشيونية وكصير من الروايات المسرحيات ونخص بالذكر منها عواد كريمون ومدام ماتنون سيفيروتوريلي وفي سبيل التاج.

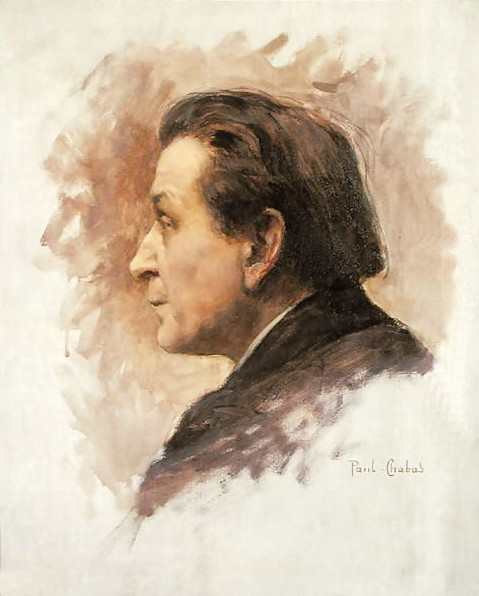
فرانسو كوبيه

وفي عام 1884 انتخب عضوا بمجمع علماء فرنسا، ثم انكب على السياسة وسار فيها شوطا بعيد كاد ينسيه الشعر والأدب وتوفي سنة 1908 وهو رئيس فخري لجمعية الوطن الفرنسي.

## أعماله
المسرحية
- في سبيل التاج.Pour la couronne 1895 ترجمها المنفلوطي من الفرنسية وتصرف بها. وهي أساسا مأساة شعرية تمثيلية, وأهداها المنفلوطي لسعد زغلول في العام 1920.
- مدام دي ماتنون.
- سيفيرو توريلي Severo Torelli
- المجرم
- عابر سبيل le passant
- المنبوذة L'Abandonnée
- عواد كريمون Le Luthier de Crémone

## روابط خارجية
- فرانسوا كوبيه على موقع IMDb (الإنجليزية)
- فرانسوا كوبيه على موقع الموسوعة البريطانية (الإنجليزية)
- فرانسوا كوبيه على موقع ميوزك برينز (الإنجليزية)
- فرانسوا كوبيه على موقع قاعدة بيانات برودواي على الإنترنت (الإنجليزية)